# 马歇尔 (阿拉斯加州)
马歇尔（英語：Marshall），是美国阿拉斯加州的一座城市。该市的人口在2000年为349人，2010年有414人。人口在阿拉斯加州排行第68。